# Tibouchina foveolata
Tibouchina foveolata är en tvåhjärtbladig växtart som beskrevs av Célestin Alfred Cogniaux. Tibouchina foveolata ingår i släktet Tibouchina och familjen Melastomataceae. Inga underarter finns listade i Catalogue of Life.